# Estanislao Basora
Estanislao (také Estanislau) Basora Brunet (18. listopadu 1926 Colonia Valls - 16. března 2012 Las Palmas) byl španělský fotbalista katalánského původu. Hrál na pozici středního nebo krajního útočníka. 11 let z 15 let své kariéry strávil v FC Barcelona. Za Španělsko odehrál 22 zápasů a vstřelil 13 gólů. Španělsko reprezentoval na MS 1950, kde získal 4. místo. Zemřel 16. března 2012 ve věku 85 let po infarktu v nemocnici na Kanárských ostrovech ve městě Las Palmas.

## Klubová kariéra
V roce 1943 otevřel svou kariéru v třetiligovém katalánském klubu CE Manresa. V roce 1946 přestoupil do FC Barcelona. V úvodní sezóně získal s Barcelonou 4. místo v LaLize. V následující sezóně už s Barcelonou získal titul v LaLize. Následující sezónu s Barcelonou obhájili titul v LaLize. Po roční pauze, v sezóně 1950/51 opět získal cennou trofej, tentokrát však získal Copa del Rey. V následující sezóně 1951/52 obhájil s Barcelonou titul v Copa del Rey a k tomu navíc získal i prvenství LaLize, což znamenalo, že získal svůj první double v kariéře. V sezóně 1952/53 s Barcelonou double obhájil. Po dvou 2. místech v LaLize šel v sezóně 1955/56 hostovat do druholigového UE Lleida, kde získal 12. místo v druhé lize. V Lleidě odehrál 16 zápasů a vstřelil 6 gólů. Na další sezónu se vrátil do Barcelony, kde získal Copa del Rey. V sezóně 1957/58 získal svou jedinou evropskou trofej a to Veletržní pohár. Po této sezóně ukončil kariéru. Celkově získal 4x titul v LaLize, 4x vítězství v Copa del Rey a 1x získal Veletržní pohár. Celkově za Barcelonu odehrál 301 zápasů a vstřelil 113 gólů. V roce 1974 při 75. výročí založení FC Barcelony byl vybrán do nejlepší sestavy v historii Barcelony.

## Reprezentační kariéra
Španělsko reprezentoval v 22 zápasech a vstřelil 13 gólů. Debutoval 12. června 1949 v Dublinu v zápase proti Irsku a v tomto zápase vstřelil také svůj premiérový gól za španělskou reprezentaci. Hned v následujícím zápase proti Francii vstřelil hattrick. V kvalifikaci na MS 1950 se trefil jednou v prvním zápase proti Portugalsku, kde Španělé vyhráli 5:1 a ve druhém zápase remizovali 2:2 a Španělé se tak kvalifikovali na MS 1950. Basora se tak mohl zúčastnit své první a poslední velké mezinárodní akce. Basora se zúčastnil všech 6 utkání na MS. Hned v 1. zápase proti USA zapsal vítězný gól na 2:1 v 83. minutě utkání a Španělé nakonec vyhráli po 3. brance, kterou vstřelil Telmo Zarra, výsledkem 3:1. V druhém zápase proti Chile se také trefil a Španělé vyhráli 2:0. Po výhře 1:0 nad Anglií Španělsko postoupilo do finálové skupiny. V úvodním zápase finálové skupiny proti Uruguayi se trefil mezi 37. a 39. minutou 2x a otočil tak skóre na 2:1, ale v 73. minutě vyrovnal uruguayský kapitán Obdulio Varela na konečných 2:2. V dalších dvou zápasech padli nejprve s Brazílií vysoko 1:6 a poté i se Švédskem 1:3 a proto Španělé odjeli z turnaje bez medaile pouze se 4. místem. Svůj poslední zápas odehrál v neúspěšné kvalifikaci na MS 1958 při výhře 4:1 nad Skotskem, v tomto zápase se také 2x gólově prosadil. Reprezentoval také v neoficiálních zápasech Katalánsko, za které odehrál 5 zápasů v nichž skóroval 2x.